# Bitwa pod Cillium
Bitwa pod Cillium – starcie zbrojne, które miało miejsce w 544 roku między Maurami, a wojskami wschodniorzymskimi.
W roku 539 stanowisko głównodowodzącego sił bizantyńskich w Afryce zajął Solomon. W roku 540 pomaszerował on przeciwko Maurom w Numidii zdobywając kilka miast. Kuzyn Solomona Sergiusz, sprawujący od 543 r. funkcję namiestnika prowincji doprowadził do konfliktu z ludem Lerathów. Wówczas na pomoc Sergiuszowi wyruszył Solomon, który poniósł klęskę pod Cillium (Kasserine) i poległ w bitwie. Porażkę Solomona ponownie wykorzystał Stotzas, który doprowadził do wznowienia walk w Afryce w latach 544–545.